# Liste der Baudenkmale in Großräschen
In der Liste der Baudenkmale in Großräschen sind alle denkmalgeschützten Gebäude der brandenburgischen Stadt Großräschen und ihrer Ortsteile aufgelistet. Grundlage ist die Veröffentlichung der Landesdenkmalliste mit dem Stand vom 31. Dezember 2020. Die Bodendenkmale sind in der Liste der Bodendenkmale in Großräschen aufgeführt.

## Baudenkmale in den Ortsteilen

### Allmosen
| ID-Nr.            | Lage               | Bezeichnung                                     | Beschreibung                                                                                               | Bild                                            |
| ----------------- | ------------------ | ----------------------------------------------- | --- | ----------------------------------------------- |
| 09120311 Wikidata | Hauptstraße (Lage) | Dorfkirche mit den Eingang flankierenden Linden | Die Kapelle wurde 1868 im neugotischen Stil erbaut. Sie ist ein Saalbau aus Raseneisenstein und Backstein. | Dorfkirche mit den Eingang flankierenden Linden |

### Dörrwalde
| ID-Nr.            | Lage                   | Bezeichnung                                                           | Beschreibung | Bild           |
| ----------------- | ---------------------- | --------------------------------------------------------------------- | --- | -------------- |
| 09120221 Wikidata | Lindenstraße (Lage)    | Dorfkirche                                                            | Im Januar 1975 wurde der Turm der Kirche abgerissen. Von 2010 bis 2011 wurde ein neuer Turm gebaut, Richtfest war am 21. September 2011.                                                                                          | weitere Bilder |
| 09120366 Wikidata | Lindenstraße 21 (Lage) | Gehöft, bestehend aus Wohnhaus und fünf Wirtschaftsgebäuden           | Das Gehöft wird auf die zweite Hälfte des 19. Jahrhunderts datiert. Das Wohnhaus ist ein zweigeschossiger Ziegelbau mit Satteldach.                                                                                               | weitere Bilder |
| 09120482 Wikidata | Lindenstraße 29 (Lage) | Gehöft, bestehend aus Wohnhaus, drei Wirtschaftsgebäuden und Schmiede | Die Entstehung des Anwesens wird auf die erste Hälfte des 19. Jahrhunderts datiert. Das Wohnhaus ist ein eingeschossiger Fachwerkbau mit Satteldach, das Torhaus, ebenfalls ein Fachwerkbau, ist laut Inschrift auf 1830 datiert. | weitere Bilder |
| 09120341 Wikidata | Zur Mühle 20 (Lage)    | Turmwindmühle                                                         | Die Holländerwindmühle wurde wahrscheinlich um 1854 erbaut. | weitere Bilder |

### Freienhufen
| ID-Nr.            | Lage                                | Bezeichnung                                                     | Beschreibung | Bild           |
| ----------------- | ----------------------------------- | --------------------------------------------------------------- | --- | -------------- |
| 09120222 Wikidata | (Lage)                              | Dorfkirche                                                      | Die evangelische Kirche wurde wahrscheinlich im 15. Jahrhundert erbaut und 1992 renoviert. Der Altaraufsatz stammt aus dem Jahre 1656/1657. Die Kanzel ist wahrscheinlich im Jahre 1683 errichtet worden. | weitere Bilder |
| 09120581 Wikidata | Am Dorfplatz (Lage)                 | Kriegerdenkmal                                                  | Eingeweiht wurde das Denkmal im Jahre 1939. Ausgestattet wurde es mit einer in der Kunstgießerei entstanden Skulptur des Bildhauers Willi Schirmer.                                                       | weitere Bilder |
| 09120589 Wikidata | Freienhufener Hauptstraße (Lage)    | Friedhofskapelle                                                | massiver Ziegelbau mit Satteldach, um 1930 erbaut; Entwurf vermutlich von Heinrich Otto Vogel | weitere Bilder |
| 09120433 Wikidata | Freienhufener Hauptstraße 18 (Lage) | Pfarrhaus mit Einfriedung und Wirtschaftsgebäude                | Das Wohnhaus wird auf das erste Jahrzehnt den 20. Jahrhunderts datiert und ist ein eingeschossiger Klinkerbau mit Walmdach.                                                                               | weitere Bilder |
| 09120851 Wikidata | Großräschener Straße 7 (Lage)       | Gemeindeamtsgebäude mit Einfriedung und westliches Nebengebäude | zweigeschossiger massiver Klinkerbau mit Walmdach von Heinrich Otto Vogel; Nebengebäude an der Grenze zum linken Nachbargrundstück, massiv erbaut, anderthalbgeschossig, achtachsig                       | weitere Bilder |

### Großräschen
| ID-Nr.            | Lage                                               | Bezeichnung                                                                                              | Beschreibung | Bild                                                                                              |
| ----------------- | -------------------------------------------------- | --- | --- | ------------------------------------------------------------------------------------------------- |
| 09120410 Wikidata | Alte Lindenstraße 27 (Lage)                        | Wirtschaftsgebäude                                                                                       | Das zweigeschossigen Fachwerkbau mit Satteldach wird auf die zweite Hälfte des 19. Jahrhunderts datiert. | Wirtschaftsgebäude                                                                                |
| 09120406 Wikidata | Am Bahnhof 1 (Lage)                                | Bahnhof Großräschen, bestehend aus Empfangsgebäude, Güterschuppen, Stellwerksgebäude und Vorplatz        | Das Ensemble entstand in den Jahren 1872 bis 1874 und wurde nach 1900 erweitert. Das Hauptgebäude ist ein ein- und zweigeschossiger Ziegelbau mit Satteldach.                                                               | Bahnhof Großräschen, bestehend aus Empfangsgebäude, Güterschuppen, Stellwerksgebäude und Vorplatz |
| 09120861 Wikidata | Am Weg nach Freienhufen ()                         | Gefallenenehrenmal, Friedhof Großräschen-Nord                                                            | Das Denkmal aus Kalkstein wurde im Jahr 1923 für die Opfer des Ersten Weltkrieges vom Berliner Bilderhauer August Kraus geschaffen.                                                                                         | ein Bild hochladen                                                                                |
| 09120403 Wikidata | Bahnhofstraße 1 (Lage)                             | Alte Post (heute Jugendhaus) mit Nebengebäude und Einfriedung                                            | Der zweigeschossige Ziegelbau mit Satteldach wird auf die zweite Hälfte des 19. Jahrhunderts datiert. | Alte Post (heute Jugendhaus) mit Nebengebäude und Einfriedung                                     |
| 09120358 Wikidata | Dorfaue (Lage)                                     | Scheune                                                                                                  | Der 1 ⁄2-geschossige Feldsteinbau mit Satteldach wird auf die zweite Hälfte des 19. Jahrhunderts datiert. | Scheune                                                                                           |
| 09120342 Wikidata | Friedhofstraße (Lage)                              | Pfarrkirche St. Antonius mit Einfriedung                                                                 | Die katholische Pfarrkirche St. Antonius entstand in den Jahren 1913 und 1914 nach einem Entwurf von Clemens Lohmer. | weitere Bilder                                                                                    |
| 09120614 Wikidata | Friedhofstraße (Lage)                              | Grabmal Schlotthauer, auf dem Friedhof-Mitte                                                             | Das Grabmal der Johanna Schlotthauer befand sich ursprünglich auf dem Friedhof in Bückgen, welcher Ende der 1980er Jahre einem Tagebau weichen musste. 2006 wurde es restauriert und an seinen heutigen Standort verbracht. | BW                                                                                                |
| 09120389 Wikidata | Gartenstraße 1 (Lage)                              | Wohnhaus (heute Verwaltungsgebäude) mit Einfriedung                                                      | Der zweigeschossige Klinkerbau mit Walmdach wird auf die Zeit zwischen 1925 und 1935 datiert. | Wohnhaus (heute Verwaltungsgebäude) mit Einfriedung                                               |
| 09120365 Wikidata | Kirchallee 14 (Lage)                               | Pfarr- und Gemeindehaus mit Wirtschaftsgebäude und Einfriedung                                           | Der eingeschossige Feldsteinbau mit Satteldach wird auf die Zeit um 1872 datiert. | Pfarr- und Gemeindehaus mit Wirtschaftsgebäude und Einfriedung                                    |
| 09120364 Wikidata | Kirchallee 16 (Lage)                               | Stadtpfarrkirche mit Kirchhof und Einfriedung                                                            | Der Ziegelbau entstand in den Jahren 1871/1872. | weitere Bilder                                                                                    |
| 09120248 Wikidata | Kirchallee 20 (Lage)                               | Gehöft                                                                                                   | Der historische Vierseitenhof wird auf die Zeit das Jahr 1854 datiert. | Gehöft                                                                                            |
| 09120435 Wikidata | Neue Straße 10 (Lage)                              | Wirtschaftsgebäude                                                                                       | Datiert wird der eingeschossige Fachwerkbau auf die zweite Hälfte des 18. Jahrhunderts. | Wirtschaftsgebäude                                                                                |
| 09120436 Wikidata | Rudolf-Breitscheid-Straße / Barziger Straße (Lage) | Kandelaber                                                                                               | Datiert wird der Klinkerbau auf das Jahr 1950. | weitere Bilder                                                                                    |
| 09120494 Wikidata | Rudolf-Breitscheid-Straße 10 (Lage)                | Hotel „Zur Altstadt“                                                                                     | Datiert wird der zweigeschossige Klinkerbau auf die Zeit um 1900. | Hotel „Zur Altstadt“                                                                              |
| 09120291 Wikidata | Seestraße 1 (Lage)                                 | Gasthaus                                                                                                 | Kurmärker-Bürgerhaus. Datiert wird der zweigeschossige Fachwerkbau mit Krüppelwalmdach auf die zweite Hälfte des 18. Jahrhunderts.                                                                                          | weitere Bilder                                                                                    |
| 09120488 Wikidata | Seestraße 40 (Lage)                                | Villa | Datiert wird der zweigeschossige Klinkerbau auf das Jahr 1927. | Villa                                                                                             |
| 09120372 Wikidata | Seestraße 58, 66, 68, 70 (Lage)                    | Betriebsberufsschule der Ziegler, mit Nebengebäude und Einfriedung (heute Friedrich-Hoffmann-Oberschule) | Datiert wird der zweigeschossige Klinkerbau auf die Jahre 1954 bis 1956. | weitere Bilder                                                                                    |
| 09120247 Wikidata | Seestraße 78 (Lage)                                | Villa | Datiert wird der zweigeschossige Klinkerbau auf die Zeit um 1900. | weitere Bilder                                                                                    |
| 09120246 Wikidata | Seestraße 84/86 (Lage)                             | Wohnhaus                                                                                                 | Datiert wird der zweigeschossige Klinkerbau auf das Jahr 1928. | weitere Bilder                                                                                    |
| 09120343 Wikidata | Seestraße 90 (Lage)                                | Wohnheim „Ilse-Ledigenheim“                                                                              | Datiert wird der zweigeschossige Putzbau auf das Jahr 1923. In dem Haus befindet sich heute ein Hotel. | weitere Bilder                                                                                    |

### Saalhausen
| ID-Nr.            | Lage   | Bezeichnung                      | Beschreibung                                                          | Bild           |
| ----------------- | ------ | -------------------------------- | --------------------------------------------------------------------- | -------------- |
| 09120369 Wikidata | (Lage) | Dorfkirche mit Gefallenendenkmal | Datiert wird der neoromanische Ziegelbau auf das Jahre 1876 bis 1878. | weitere Bilder |

### Wormlage
| ID-Nr.            | Lage   | Bezeichnung | Beschreibung | Bild           |
| ----------------- | ------ | ----------- | --- | -------------- |
| 09120145 Wikidata | (Lage) | Dorfkirche  | Die heutige Kirche wurde 1768 erbaut, dabei wurden Teile des Vorgängerbaues verwendet. Der Turm wurde 1914 hinzugefügt. Die Ausstattung im Inneren stammt aus dem Jahre 1768. Die Kanzel bildet mit der Pfarrloge eine Einheit. | weitere Bilder |

### Woschkow
| ID-Nr.            | Lage                            | Bezeichnung                                                | Beschreibung                                                 | Bild           |
| ----------------- | ------------------------------- | ---------------------------------------------------------- | ------------------------------------------------------------ | -------------- |
| 09120377 Wikidata | Woschkower Dorfstraße 26 (Lage) | Wirtshaus „Zum Glockenturm“ (alte Schule) mit Nebengebäude | Datiert wird der eingeschossige Ziegelbau auf das Jahr 1909. | weitere Bilder |

## Ehemalige Baudenkmale
| ID-Nr.   | Lage               | Bezeichnung                               | Beschreibung                                                                                     | Bild           |
| -------- | ------------------ | ----------------------------------------- | ------------------------------------------------------------------------------------------------ | -------------- |
| Wikidata | Freienhufen (Lage) | Katholische Kapelle Maria Regina Gloriosa | Die Kirche wurde, nachdem dem sie jahrelang nicht genutzt worden war, am 4. Mai 2015 profaniert. | weitere Bilder |